# 柏原正明
柏原 正明（かしわら まさあき、1931年〈昭和6年〉12月25日 - 2018年〈平成30年〉8月29日）は、日本の実業家。元千代田化工建設代表取締役社長。

## 経歴
大阪府出身。1953年に大阪大学工学部応用化学科を卒業後、千代田化工建設入社。エンジニアリング副本部長、同本部長、技術本部長を経て1987年12月副社長に就任。のち1992年6月玉置正和に代わり社長に就任した。1996年に社長の座を退き、北川正人が次代社長となった。